# Comté de Delmenhorst
1278–1647
Entités précédentes :
- Comté d'Oldenbourg

Entités suivantes :
- Comté d'Oldenbourg

Le comté de Delmenhorst (Grafschaft Delmenhorst) est un territoire du Saint-Empire romain germanique. Constitué autour du château de Delmenhorst (de), dans le nord-ouest de l'Allemagne actuelle, il est créé à trois reprises pour des branches cadettes de la maison d'Oldenbourg, en 1278, en 1463 et en 1577. Il est définitivement rattaché au comté d'Oldenbourg en 1647.

## Histoire
Le château de Delmenhorst (de) est fondé par les comtes d'Oldenbourg Othon Ier et Jean Ier. Sa première mention dans les sources d'époque remonte à 1254. En 1278, les fils de Jean Ier se partagent le comté d'Oldenbourg et le cadet, Othon II, reçoit Delmenhorst où il s'établit. Il fonde la première lignée des comtes de Delmenhorst.
Lourdement endetté, le comte Othon IV conclut un marché avec la principauté archiépiscopale de Brême, à qui il cède ses titres contre 3 000 marks et la promesse que son fils Nicolas sera élu archevêque. Après la mort d'Othon, Delmenhorst revient à l'archevêché en 1420, Nicolas est élu en 1421 et récupère Delmenhorst comme fief de Brême. Toujours criblé de dettes, Nicolas est contraint de restituer Delmenhorst à son cousin Thierry d'Oldenbourg en 1436.
Delmenhorst est à nouveau détachée d'Oldenbourg en 1463 au profit de Maurice III, frère cadet du comte Gérard le Querelleur. Maurice meurt de la peste dès l'année suivante en ne laissant qu'un fils en bas âge, Jacques, ce qui permet à Gérard de récupérer Delmenhorst.
L'archevêque de Brême et de Münster Henri de Schwarzbourg, adversaire acharné de Gérard le Querelleur, revendique le comté de Delmenhorst en 1476 et le conquiert en 1482. La région reste rattachée à la principauté épiscopale de Münster jusqu'en 1547, lorsque le comte d'Oldenbourg Antoine Ier parvient à reconquérir Delmenhorst pendant la guerre de Smalkalde.
En 1577, Antoine II, fils cadet d'Antoine Ier, obtient de son frère aîné Jean VII qu'il partage le comté d'Oldenbourg avec lui. Le Conseil aulique confirme l'indépendance du comté de Delmenhorst en 1597. La lignée d'Antoine s'éteint à la mort de son fils Christian IX et Delmenhorst est définitivement rattachée à Oldenbourg en 1647.

## Liste des comtes de Delmenhorst

### Première lignée
- 1278-1304 : Othon II
- 1304-1347 : Jean III, fils du précédent
- 1304-1355 : Christian VI, frère du précédent
- 1355-1374 : Othon III, fils du précédent
- 1374-1380 : régence de Heilwig de Hoya
- 1380-1418 : Othon IV, petit-neveu du précédent
- 1418-1436 : Nicolas, fils du précédent

### Deuxième lignée
- 1463-1464 : Maurice III

### Troisième lignée
- 1577-1619 : Antoine II
- 1619-1630 : régence de Sibylle-Élisabeth de Brunswick-Dannenberg
- 1630-1647 : Christian IX, fils du précédent